# Маасейк
Маасейк (нидерл.  Maaseik ) — город в бельгийской провинции Лимбург, на востоке северной части Бельгии — Фландрии, административный центр округа Маасейк.
Город лежит на реке Маас, в 30 км севернее Маастрихта, в 25 км западнее немецкого Хайнсберг, на границе с Нидерландами.
В 1244 Маасейк получил права города. В 1684 году город сильно пострадал от пожаров.
Река Маас в черте города с 1822 года не судоходна, хотя раньше город имел речной порт.

## Достопримечательности
- Археологический музей
- Музей аптечного дела, владеющий самой старой аптекой Бельгии XVII века
- Музей-пекарня XVII века
- Кунсткамера
- Памятник и выставка, посвященная Яну и Хуберту ван Эйку во францисканском монастыре
- Рыночная площадь и ратуша постройки XVII—XVIII вв.
- 12 действующих водяных мельниц
- Улица Босстаат с многочисленными зданиями в стиле ренессанс

## Знаменитые уроженцы, жители
- Иоганн Кампанус (ок. 1500—1574) — антитринитарий времён Реформации.
- Ян ван Эйк (1390—1441) — фламандский живописец раннего Возрождения